# Syntretus
Syntretus is een geslacht van insecten uit de orde vliesvleugeligen (Hymenoptera) en de familie schildwespen (Braconidae).

## Soorten
Deze lijst van 63 stuks is mogelijk niet compleet.
- S. abbreviator Belokobylskij, 2000
- S. amba Belokobylskij, 1993
- S. amoenus Belokobylskij, 1993
- S. areolatus Belokobylskij, 2000
- S. brevicornis Muesebeck, 1936
- S. breviradialis van Achterberg & Haeselbarth, 2003
- S. bulbus Chen & van Achterberg, 1997
- S. combinator Belokobylskij, 2000
- S. complanatus (Papp & Shaw, 2000)
- S. conterminus (Nees, 1834)
- S. choui Papp, 2004
- S. daghestanicus Tobias, 1976
- S. dzieduszyckii Niezabitowski, 1910
- S. dzieduszykii Niezabitowski, 1910
- S. elabsus (Papp, 1992)
- S. elegans (Ruthe, 1856)
- S. excavatus Belokobylskij, 2000
- S. extensus Papp, 2004
- S. falcifer (Tobias, 1965)
- S. falcoi (Papp & Shaw, 2000)
- S. fallax (Papp & Shaw, 2000)
- S. flevo van Achterberg & Haeselbarth, 2003
- S. fuscicoxis van Achterberg & Haeselbarth, 2003
- S. fuscivalvis van Achterberg & Haeselbarth, 2003
- S. glaber Chen & van Achterberg, 1997
- S. grodekovi Belokobylskij, 2000
- S. hirtus Belokobylskij, 1996
- S. idalius (Haliday, 1833)
- S. klugii (Ruthe, 1856)
- S. komarovi Belokobylskij, 1996
- S. kui Belokobylskij, 2000
- S. longitergitus Chen & He, 2001
- S. makarovi Belokobylskij, 1996
- S. minimus van Achterberg & Haeselbarth, 2003

- S. miscellus Belokobylskij, 1996
- S. muesebecki (Papp & Shaw, 2000)
- S. nevelskoii Belokobylskij, 1996
- S. nyashekensis de Saeger, 1946
- S. ocularis van Achterberg & Haeselbarth, 2003
- S. parvicornis (Reinhard, 1862)
- S. planifacies Belokobylskij, 1993
- S. poliscutus de Saeger, 1946
- S. politus (Ruthe, 1856)
- S. pumilus de Saeger, 1946
- S. pusio (Marshall, 1898)
- S. sculptor Belokobylskij & Ku, 1998
- S. secutensus Papp, 2004
- S. shawi van Achterberg & Haeselbarth, 2003
- S. signatus Belokobylskij, 2000
- S. splendidus (Marshall, 1887)
- S. stenochora van Achterberg & Haeselbarth, 2003
- S. subglaber Papp, 2004
- S. taegeri van Achterberg & Haeselbarth, 2003
- S. temporalis Papp, 2004
- S. transitus Papp, 2004
- S. transversus (Papp & Shaw, 2000)
- S. trigonaphagus Gloag, Shaw & Burwell, 2009
- S. varus Papp, 2004
- S. venus Chen & van Achterberg, 1997
- S. venustus Muesebeck, 1936
- S. vigilax (Provancher, 1880)
- S. xanthocephalus (Marshall, 1887)
- S. zuijleni van Achterberg & Haeselbarth, 2003